# Helmold von Bosau
Helmold von Bosau, né vers 1120 près de Goslar et mort après 1177 à Bosau (Holstein), était un chroniqueur et ecclésiastique saxon du XIIe siècle.

## Biographie
Helmold von Bosau est né vers 1120 près de Goslar en Saxe (aujourd'hui dans le land de Basse-Saxe). 
Vers 1134, il rejoignit l'abbaye de Segeberg dans le Holstein, un chapitre des chanoines réguliers de saint Augustin nouvellement créé à l'initiative de l'empereur Lothaire de Supplinbourg. En 1138, le monastère fut pris d'assaut par les forces du prince slave Pribislav de Wagrie et les chanoines ont dû fuir vers Neumünster.
C'est à la cour des Welf à Brunswick qu'il reçoit l'instruction de l’écolâtre Gerold, futur évêque d'Oldenbourg et de Lübeck, entre 1139 et 1142. Ensuite, il suit Vicelin (de), évêque d'Oldenbourg en 1149 et missionnaire chez les Slaves au-delà de l'Elbe (« Wendes »), puis son successeur, Gerold, désigné en 1155. Diacre à l'abbaye de Neumünster dans le Holstein en 1150, il devient curé de Bosau sur le lac de Plön en 1154. 
Vers 1170, à l'instigation de l'évêque Gerold, il écrit sa Chronica Slavorum (la Chronique des Slaves). Il meurt après 1177.

## Chronica Slavorum
Dans son ensemble, cette chronique relate l'évangélisation par les Germains des territoires slaves et saxons à l'ouest[pas clair], depuis le règne de Charlemagne jusqu'en 1172 environ. Elle reprend la chronique d'Adam de Brême, et elle est continuée vers 1210 par Arnold de Lübeck avec une seconde partie allant de 1177 à 1209. Cette chronique est une source fondamentale sur l'expansion allemande vers l'est au Moyen Âge, le Drang nach osten. C'est aussi l'unique source sur la fondation de Lübeck.